# Dekanat krasnojarski
Dekanat krasnojarski (ros. Красноярский Деканат) – rzymskokatolicki dekanat diecezji Świętego Józefa w Irkucku, w Rosji. W jego skład wchodzi 5 parafii.
Dekanat obejmuje:
- Chakasję – 1 parafia
- Kraj Krasnojarski – 4 parafie
- Tuwę – 0 parafii

## Parafie dekanatu krasnojarskiego
- Abakan – parafia Zesłania Ducha Świętego
- Aczyńsk – parafia Narodzenia Najświętszej Maryi Panny
- Krasnojarsk
  - parafia Przemienienia Pańskiego
  - parafia Świętej Rodziny
- Norylsk – parafia św. Jana Ewangelisty